# Красний Октябрь (Бєлгородська область)
Красний Октябрь (рос. Красный Октябрь) — село у Бєлгородському районі Бєлгородської області Російської Федерації.
Населення становить 2550  осіб. Входить до складу муніципального утворення Краснооктябрьське сільське поселення.

## Історія
Населений пункт розташований у східній частині української суцільної етнічної території — східній Слобожанщині.
До 1929 року населений пункт носив назву Кобєлєвка.
Згідно із законом від 20 грудня 2004 року № 159 від 1 січня 2006 року належить до муніципального утворення Краснооктябрьське сільське поселення.

## Населення
| 2002 | 2010  |
| ---- | ----- |
| 2328 | ↗2550 |